# Stazione di San Candido
Stazione di San Candido vasútállomás Olaszországban, Trentino-Alto Adige régióban, San Candido településen.

## Vasútvonalak
Az állomást az alábbi vasútvonalak érintik:
- Puster-völgyi vasútvonal
- Drautalbahn

## Kapcsolódó állomások
A vasútállomáshoz az alábbi állomások vannak a legközelebb: 
- Stazione di Dobbiaco
- Weitlanbrunn
- Stazione di Versciaco-Elmo (2014–, Bahnhof Lienz, S2)
- Stazione di Versciaco